# William Wyndham Grenville
William Wyndham Grenville, primer barón de Grenville PC (25 de octubre de 1759 – 12 de enero de 1834), fue un político británico del partido Whig y Primer ministro del Reino Unido entre 1806 y 1807.

## Familia
Grenville fue el quinto hijo de George Grenville y Elizabeth Wyndham. Nacido en una familia de gran influencia política, en la que su padre fue primer ministro y sus cinco tíos paternos fueron miembros del Parlamento Británico y su tía Hester, fue esposa de William Pitt (el Viejo), que fue también primer ministro británico. 

## Biografía
Grenville estudió en Eton, Christ Church, Oxford, y Lincoln's Inn. Accedió a la Cámara de los Comunes en 1782 donde su hermano mayor, Thomas, era ya miembro del parlamento. 
Pronto Grenville se convirtió en un aliado importante del Primer ministro, su primo William Pitt el joven, y prestó servicios en el gobierno como Paymaster of the Forces desde 1784 hasta 1789. En 1789 fue durante un breve tiempo Speaker of the British House of Commons, posteriormente pasó a formar parte del gabinete como Home Secretary (ministro del Interior). Se convirtió en líder de la Cámara de los Lores cuando se le otorgó el título de Barón de Grenville, de Wotton Underwood en el Condado de Buckingham. Al año siguiente, en 1791, sucedió al duque de Leeds como Ministro de Asuntos Exteriores (Foreign Secretary). La década durante la cual Grenville ostentó el cargo Secretario del Foreign Office fue dramática, marcada por las Guerras revolucionarias francesas. Durante la guerra, Grenville fue el líder del partido que se concentró en la lucha en el continente como una forma de conseguir la victoria, en contraposición con Henry Dundas que favorecía las guerras en el mar y en las colonias. Grenville dejó su cargo en 1801 junto con Pitt, a raíz del tema de la Emancipación Católica. Del que eran partidarios, frente a la oposición del rey.
Durante su gobierno como primer ministro, se aprobó en 1807 la abolición del tráfico de esclavos. Fracasando en sus intentos de paz con el Primer Imperio francés y en la aprobación de la emancipación católica.
Como miembro de la oposición criticó la participación británica en la guerra de la Independencia Española.
En 1810 fue elegido rector de la Universidad de Oxford, cargo que mantuvo hasta su fallecimiento.